# Earl of Gowrie

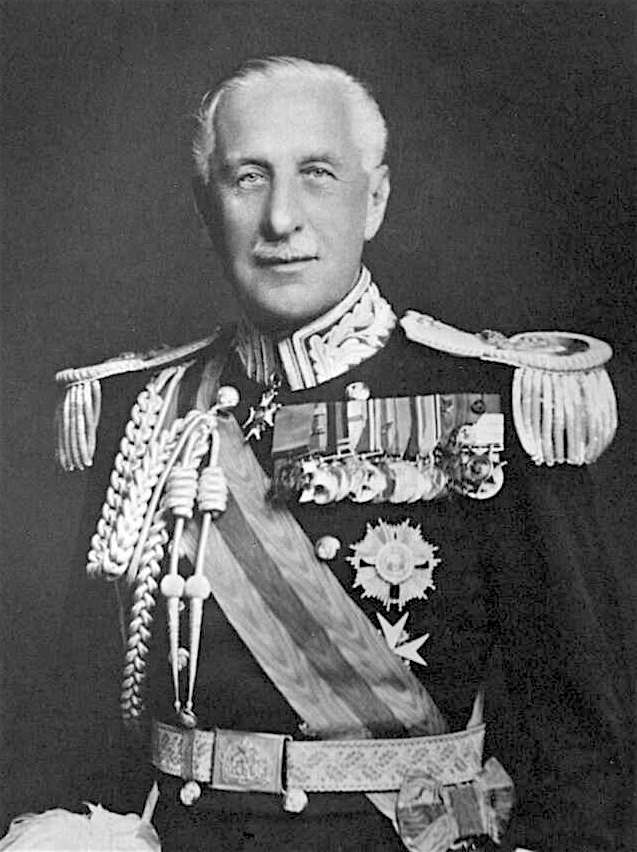
Alexander Hore-Ruthven, 1. Earl of Gowrie

Wappen der Earls of Gowrie (erste Verleihung)

Wappen der Earls of Gowrie (zweite Verleihung)

Earl of Gowrie ist ein erblicher britischer Adelstitel, der je einmal in der Peerage of Scotland und der Peerage of the United Kingdom verliehen wurde. Der Titel ist benannt nach einer Region in Schottland, deren Mittelpunkt die Stadt Perth ist.
Der jeweilige Earl ist erblicher Chief des Clan Ruthven.

## Verleihungen
Der Titel wurde erstmals im Jahre 1581 für William Ruthven, 4. Lord Ruthven, in der Peerage of Scotland geschaffen. Dieser war ein bedeutender Höfling seiner Zeit und in viele Intrigen am schottischen Hof verwickelt. Bevor er 1584 wegen Hochverrats hingerichtet wurde, wurde ihm der Titel aberkannt. Zwei Jahre später wurde sein Sohn in den Titel wieder eingesetzt. Die Würde erlosch 1600 mit dem Tod des dritten Earls und wurde ihm zudem postum wegen Hochverrats erneut aberkannt.
Die zweite Verleihung erfolgte 1945 an Alexander Hore-Ruthven, 1. Baron Gowrie, in der Peerage of the United Kingdom. Dieser war Gouverneur von australischen Bundesstaaten und schließlich Generalgouverneur von Australien gewesen, nachdem er zuvor in der British Army als Offizier gedient hatte.

## Nachgeordnete Titel
Der jeweilige Earl der ersten Verleihung führte den am 29. Januar 1488 in der Peerage of Scotland geschaffenen Titel Lord Ruthven, der dem Urgroßvater des ersten Earls verliehen worden war. Er erlosch ebenfalls im Jahre 1600.
Der erste Earl der zweiten Verleihung war bereits 1935 zum Baron Gowrie, of Canberra in the Commonwealth of Australia, and of Dirleton in the County of East Lothian erhoben worden. Gleichzeitig mit der Earlswürde wurde ihm der Titel eines Viscount Ruthven of Canberra, of Dirleton in the County of East Lothian, zuerkannt.
Dessen Enkel, der zweite Earl, erbte schließlich 1956 von seinem Großonkel den 1919 geschaffenen Titel Baron Ruthven of Gowrie, of Gowrie in the County of Perth. Alle diese Titel gehören ebenfalls zur Peerage of the United Kingdom. Der Titelerbe führt den Höflichkeitstitel Viscount Ruthven of Canberra.

## Liste der Lords Ruthven und Earls of Gowrie

### Lords Ruthven (1488)
- William Ruthven, 1. Lord Ruthven († 1528)
- William Ruthven, 2. Lord Ruthven († 1552)
- Patrick Ruthven, 3. Lord Ruthven (um 1520–1566)
- William Ruthven, 4. Lord Ruthven (um 1545–1584) (1581 zum Earl of Guthrie erhoben)

### Earls of Gowrie, erste Verleihung (1581)
- William Ruthven, 1. Earl of Gowrie (um 1545–1584) (Titel verwirkt 1584)
- James Ruthven, 2. Earl of Gowrie (1575–1588) (Titel wiederhergestellt 1586)
- John Ruthven, 3. Earl of Gowrie (1576–1600) (Titel verwirkt 1600)

### Earls of Gowrie, zweite Verleihung  (1945)
- Alexander Hore-Ruthven, 1. Earl of Gowrie (1872–1955)
- Grey Ruthven, 2. Earl of Gowrie (1939–2021)
- Brer Ruthven, 3. Earl of Gowrie (* 1964)

Titelerbe (Heir Apparent) ist der Sohn des jetzigen Earls, Heatcote Patrick Cornelius Hore Hore-Ruthven, Viscount Ruthven of Canberra (* 1990).